# Riu Luni
Luni (Riu de la Sal, també Lonavari o Lavanavari en sànscrit) és un riu de Rajasthan, Índia.
Neix al sud-oest d'Ajmer a 26° 25′ N, 74° 34′ E / 26.417°N,74.567°E i és conegut inicialment com a Sagarmati. Després de Govindgarh se li uneix el Sarsuti que neix al llac sagrat de Pushkar, i agafa el nom de Luni. Corre en direcció oest-sud-oest durant més de 300 km rebent nombrosos rierols procedents dels Aravalli i finalment es perd a les maresmes del Rann de Kutch a 24° 40′ N, 71° 15′ E / 24.667°N,71.250°E. Es pot considerat un riu estacional. Fins a Balotra l'aigua és dolça, però després es fa cada cop més salada i arriba completament salat i en tres branques al Rann de Kutch. La presa de Bilara forma un gran llac artificial anomenat Jaswant Sagar, per un maharajà de Jodhpur.